# Anjin
Anjin est un village du Cameroun situé dans l’arrondissement de Belo, dans le département de Boyo et dans la Région du Nord-Ouest.

## Population
Lors du recensement de 2005, on a dénombré 1 404 habitants à Anjin, dont 580 hommes et 824 femmes.

## Établissement scolaire
Entre autres, le GSS Ibal-Anjin, un établissement scolaire publique du sous-système anglophone, dispense un enseignement général de 1er cycle (classe de la 1er à la 4e).